# ホテイシメジ
ホテイシメジ（布袋湿地、学名: Ampulloclitocybe clavipes）はホテイシメジ属に属するカラマツ林に生える灰色～黄色の中型のキノコ（菌類）。東北地方では、ジョウゴタケ、ヨイツブレなどともよばれる。食用キノコとしてさまざまな料理に合う一方、アルコールと共に食べると中毒を起こして、悪酔い状態になり危険である。

## 名称
和名「ホテイシメジ」の由来は、柄の下の部分がふくらんでいて、七福神の布袋様の腹のようであることから名付けられている。
東北地方では「ジョウゴタケ」や「ヨイツブレ」の地方名でも呼ばれている。

## 分布・生態
北半球温帯以北の林の地面。
秋、主にカラマツ林を中心に針葉樹林、ときに広葉樹林の地面に群生または散生する。腐生菌で、ときに菌輪をつくる。

## 形態
傘径は3 - 10センチメートル (cm) 。最初は丸山形から饅頭形で、のちに中央がやや窪んだ平ら（皿状）に開き、漏斗状になる。傘の表の表皮は褐色から灰褐色でなめらか。傘の縁は、はじめ強く内側に巻く。傘の裏のヒダは密で白色からクリーム色、柄に長く垂生するため、傘は横から見ると逆円錐形のように見える。胞子紋は白色。
柄の高さは3 - 6 cmで、下に向かって顕著に膨らんでいる。柄の色は傘より淡色で灰褐色、繊維質で中実である。柄にツバやツボはない。
肉は白色で、傘の周辺部では薄いが柄の近くでは厚く、無味。

## 近縁種
地方によっては、ホテイシメジに似ている食用キノコでも、傘の肉が薄く、柄が細くて中毒しないものがあり、これをホテイダマシ（学名なし: Clitocybe sp.）とよんで区別している。

## 食用と毒性
食用として広く利用され、天日乾燥して出汁に使用したりする。味噌汁、炊き込みご飯、酢の物、煮込み、雑煮、鍋物、天ぷら、フライ、佃煮、茶碗蒸し、塩焼きなど、主要な和食に合う。また、ポタージュ、煮込み、ピクルス、マリネ、グラタン、ピザ、シチュー、オムレツ、ホイル焼きなど、洋食に大いに合う。さらに中華スープ、油炒め、煮込む、あんかけなどの、中華料理にも合う。お吸い物、和え物、ポタージュ、コンソメ、ピラフ、コロッケ、チャーハン、ギョーザ、シュウマイ、味噌焼き、たれ焼きなどでも食べられる。ほのかな甘い香りと、よい歯ごたえがある。
酒類（アルコール）と一緒に食べると、30分から1時間ほどしてアルコールが分解して生じるアルデヒドが代謝されなくなり、悪酔い（顔が赤くなり、頭痛、頻脈）の状態になる。重症の場合は呼吸困難、意識不明に陥る。ホテイシメジを食べたら、約1週間は禁酒の必要があるとされる。有毒成分として、(E)-8-オキソ-9-オクタデセン酸などのジエノン類、共役エノンが含まれており、これがアルコールの分解を阻害し、急性アルコール中毒及び悪酔いを引き起こしていると考えられている。